# Orquestra de Santa Cecília
A Orquestra da Academia Nacional de Santa Cecília (em italiano, Orchestra dell'Accademia Nazionale di Santa Cecilia), também conhecida como Orquestra de Santa Cecília, é uma orquestra com sede em Roma, fundada em 1908, sendo uma das orquestras mais conhecidas da Itália. Seu atual diretor musical é o maestro Antonio Pappano.

## História
A formação da orquestra está associada a Academia Nacional de Santa Cecília. No início do século XIX, a orquestra era conhecida como Orquestra Sinfônica de Augusteo e Orquestra Estável da Academia Nacional de Santa Cecília. De 1908 a 1936, a orquestra teve o Teatro Augustus como sede. Hoje a sede é o novo Auditório Parco de Musica, construído pelo arquiteto Renzo Piano.
Desde sua formação, a orquestra já executou mais de 14 mil concertos, colaborando com os maiores músicos do século passado, como Gustav Mahler, Richard Strauss, Arturo Toscanini, Herbert von Karajan, Igor Stravinsky, Claude Debussy, Paul Hindemith, Wilhelm Furtwängler e Victor de Sabata. De 1983 a 1990, Leonard Bernstein foi o Presidente Honorário da orquestra.

## Regentes titulares
- Antonio Pappano (2005-presente)
- Myung-Whun Chung (1997-2005)
- Daniele Gatti (1992-1997)
- Giuseppe Sinopoli (1983-1987)
- Thomas Schippers
- Igor Markevitch (1967-1972)
- Fernando Previtali (1953-)
- Franco Ferrara (1944-1945)
- Bernardino Molinari (1912-1944)